# Крикливий Василь Васильович
Крикливий Василь Васильович (3 березня 1915, с. Сокиринці, Сокиринської волості Прилуцького повіту Полтавської губернії — 23 березня 1984, с. Сокиринці, нині Срібнянського району Чернігівської області) — військовик, Герой Радянського союзу (1943).

## Дитинство і юність
В 12 років Василь пішов до школи. Від важкої праці захворів батько і помер у 1929 році. Мати не в змозі була забезпечити навчання хлопця, він залишив школу і пішов працювати у новостворений колгосп на рядові роботи.

## Військова служба
Учасник боїв поблизу озера Хасан і Другої світової війни. Держ та бойові нагороди СРСР. В армії у 1937–40 і від 1941.
Закінчив полкову школу молодших командирів, курси молодших лейтенантів і удосконалення офіцерів автотракторної служби (1945). Відзначився у листопаді 1943 в боях поблизу м. Речица Гомельської області (Білорусь). Від 1958 — капітан запасу, повернувся на батьківщину.

## Після демобілізації
Після демобілізації Василь Васильович повертається в Сокриринці. Спочатку працював начальником Срібнянської автоколони. З 1965 року переходить на роботу в місцевий колгосп імені Димитрова водієм.
Помер Крикливий В. В. 23 березня 1984 року. У сільському Будинку культури, щоб кожний бажаючий мав змогу попрощатися з мужнім односельцем, було встановлено труну з тілом Василя Васильовича Крикливого.